# Psitteuteles
Psitteuteles – rodzaj ptaków z podrodziny dam (Loriinae) w rodzinie papug wschodnich (Psittaculidae).

## Zasięg występowania
Rodzaj obejmuje jeden gatunek występujący na kontynencie australijskim.

## Morfologia
Długość ciała 18–19 cm; masa ciała 51–62 g.

## Systematyka

### Etymologia
- Psitteuteles (Psittenteles): epitet gatunkowy Psittacus euteles Temminck, 1835[6].
- Ptilosclera: gr. πτιλον ptilon „pióro”; σκληρος sklēros „twardy, sztywny”[7]. Gatunek typowy: Trichoglossus versicolor Lear, 1831.

### Podział systematyczny
Do rodzaju należy jeden gatunek:
- Psitteuteles versicolor – nektarynka białooka